# ブラジキニン
ブラジキニン（bradykinin, BK）とは、ノナペプチド（9個のアミノ酸が連なった分子）であり、血圧降下作用を持つ生理活性物質の1種である。キニノーゲンから血漿カリクレインやトリプシンによって作られる。構造はArg-Pro-Pro-Gly-Phe-Ser-Pro-Phe-Arg-OH。肺に存在するキニナーゼ（アンジオテンシン変換酵素）により分解される。カリジンとともにプラスマキニン（血漿キニン、単にキニンとも）に分類される。
Rochaらが、血中にヘビ毒が入ると血圧低下と腸管収縮を引き起こす物質が産生されることを発見し、ギリシア語の”brady（遅い）”と”kinin（運動）”をつなぎ合わせて命名した。1960年になると、ブラジキニンのアミノ酸配列が解明され、ブラジキニンは血漿および組織におけるカリクレイン―キニン系で産生され、循環調節・血管拡張・浮腫・炎症・痛みといった多くの生理的役割を果たすことが分かっている。発痛作用はPGE2により増強される。